# أليشا تشابمان
أليشا لين تشابمان (25 يناير 1989) هي لاعبة كرة قدم كندية محترفة تلعب كظهير أيسر لنادي هيوستن داش في الدوري الوطني لكرة القدم للسيدات والمنتخب الكندي.

## مهنة النادي

### هيوستن داش
انضمت إلى النادي في عام 2015 بعد أن لعبت المواسم الثلاثة السابقة في السويد. وبعد موسمين في هيوستن، غادرت إلى بوسطن بريكرز في 28 نوفمبر 2016.

### بوسطن بريكرز
ظهرت في 19 مباراة مع النادي، وهو موسمها الوحيد في بوسطن، وغادرت النادي قبل موسم 2018.

### نورث كارولينا
لعبت مع نادي نورث كارولينا في عام 2018. ثم عادت إلى هيوستن داش في مايو من نفس العام.

### العودة إلى هيوستن داش
عادت تشابمان إلى داش في 15 مايو ولعبت ضد شيكاغو ريد ستارز.

## مهنة دولية
كانت جزءًا من منتخب كندا تحت 20 عامًا الذي فاز ببطولة الكونكاكاف للسيدات تحت 20 سنة لعام 2008. وظهرت لأول مرة مع منتخب كندا في 25 أكتوبر 2014. سجلت هدفها الأول لكندا ضد إيطاليا في كأس قبرص للسيدات 2015. واختيرت في قائمة كندا لكأس العالم للسيدات 2015. لعبت كل مباريات كندا الخمس. لكن أقصيت كندا من قبل إنجلترا في الدور ربع النهائي. ثم اختيرت في قائمة كندا لتصفيات الكونكاكاف الأولمبية 2016، عندما احتلت كندا المركز الثاني وتأهلت لدورة الألعاب الأولمبية الصيفية 2016. فازت بكأس الغارفي 2016 واختيرت ضمن الفريق الأولمبي الكندي. لعبت في خمس من مباريات كندا الست في الألعاب الأولمبية، وفازت بالميدالية البرونزية. في 25 مايو 2019، أدرجت في قائمة كأس العالم للسيدات 2019. واختيرت في قائمة الفريق الأولمبي الكندي 2020. لعبت تشابمان في أربع من مباريات كندا الست في الألعاب الأولمبية، وفازت بالميدالية الذهبية.

## الإحصائيات المهنية

### كلية
| النادي         | موسم           | الظهور | الأهداف |
| -------------- | -------------- | ------ | ------- |
| UAB            | 2007           | 18     | 0       |
| LSU            | 2009           | 24     | 0       |
| LSU            | 2010           | 21     | 0       |
| LSU            | 2011           | 22     | 1       |
| المجموع المهني | المجموع المهني | 85     | 1       |

### دولي
اعتبارًا من 31 يوليو 2023.
| كندا    | كندا   | كندا    |
| السنة   | الظهور | الأهداف |
| ------- | ------ | ------- |
| 2014    | 3      | 0       |
| 2015    | 18     | 1       |
| 2016    | 18     | 0       |
| 2017    | 8      | 0       |
| 2018    | 10     | 0       |
| 2019    | 12     | 0       |
| 2020    | 6      | 0       |
| 2021    | 11     | 0       |
| 2022    | 7      | 1       |
| 2023    | 6      | 0       |
| المجموع | 99     | 2       |

### الأهداف الدولية
| #  | تاريخ         | مكان                              | الخصم   | الأهداف | نتيجة | مسابقة                      |
| -- | ------------- | --------------------------------- | ------- | ------- | ----- | --------------------------- |
| 1. | 9 مارس 2015   | نيقوسيا، قبرص                     | إيطاليا | 1–0     | 1–0   | كأس قبرص للسيدات 2015       |
| 2. | 14 يوليو 2022 | سان نيكولاس دي لوس جارزا، المكسيك | جامايكا | 2-0     | 3-0   | بطولة الكونكاكاف دبليو 2022 |

## الإنجازات
هيوستن داش
- كأس الدوري الوطني: 2020

كندا تحت 20
- بطولة الكونكاكاف للسيدات تحت 20 سنة: 2008

كندا
- الألعاب الأولمبية الصيفية: 2021 ؛ الميدالية البرونزية: 2016
- المركز الثاني في تصفيات الكونكاكاف الأولمبية للسيدات: 2016
- كأس الغارفي: 2016؛ الوصيف 2017